# The Brandon Teena Story
The Brandon Teena Story es un documental estadounidense de 1998 dirigido por Susan Muska y Greta Olafsdottir que incluye entrevistas con algunas personas implicadas en el asesinato del joven transgénero Brandon Teena en 1993, así como imágenes de archivo. Tras su estreno en cines, se emitió en Cinemax como parte de su serie Reel Life.

## Contexto
El joven transgénero Brandon Teena, originario de Lincoln, Nebraska, sufrió una violación el 24 de diciembre de 1993 a manos de sus amigos John Lotter y Marvin Nissen, quienes decidieron agredirlo al darse cuenta de su condición sexual. Teena acudió a las autoridades al día siguiente, pero en lugar de recibir asistencia, fue cuestionado por un agente por «vestirse como un hombre». Como represalia, Lotter y Nissen llegaron a su casa el 31 de diciembre y lo asesinaron brutalmente. Este hecho dio paso a la creación del documental.
El filme contiene entrevistas con personas relacionadas con Teena, incluyendo a su madre, a algunas de sus exnovias y a los perpetradores del asesinato. También se presentan imágenes de archivo y audios policiales para intentar revelar las razones más profundas del crimen.

## Recepción

### Crítica
En el portal especializado Rotten Tomatoes, el documental tiene una aprobación del 69%. Para John Leonard de la revista New York, el filme «escalda los ojos y hiere el cerebro» debido a lo sensible de la historia.  El reconocido crítico Roger Ebert le dio tres estrellas de cuatro posibles y confesó que al ver el documental se dio cuenta de que Teena «vivía en un mundo de información sexual extremadamente limitada, entre personas que daban por sentado que los hombres son hombres y las mujeres son mujeres, y que cualquier violación de esa norma se castiga con la pena de muerte».  Edward Guthmann de SF Gate, afirmó que The Brandon Teena Story es «una mirada imparcial e inevitablemente espeluznante a la homofobia en el corazón de Estados Unidos».
David Noh de Film Journal International dio una reseña menos entusiasta al manifestar que, con el objetivo de sumar minutos al filme, las directoras «estiraron demasiado la historia». Para Alex Sandell de Juicy Cerebellum es un «documental mal logrado», por lo que invita a sus lectores a alquilar el filme Boy's Don't Cry, inspirado también en el asesinato de Teena.

### Premios
Las directoras Susan Muska y Greta Olafsdottir recibieron el premio Teddy a mejor documental y el premio del jurado en el Festival Internacional de Cine de Berlín en 1998 por su trabajo en el filme. El mismo año obtuvieron una nominación al Premio Hugo Dorado al mejor documental en el Festival Internacional de Cine de Chicago y una nominación en la misma categoría en el Festival Internacional de Cine de Valladolid. También en 1998, el filme ganó como mejor documental en el Festival Internacional de Cine de Vancouver.
Durante los GLAAD Media Awards de 1999, la película fue nominada en la categoría de mejor documental, y un año después obtuvo una nominación en los Premios Emmy de Noticia y Documental en la categoría de mejor programa de periodismo investigativo.